# Драган Микеревић
Драган Микеревић (Добој, 12. фебруар 1955) српски је политичар, универзитетски професор и доктор економских наука. Бивши је председник Владе Републике Српске, народни посланик у Народној скупштини Републике Српске и функционер Партије демократског прогреса (ПДП).

## Биографија
Рођен је 12. фебруара 1955. године у Добоју. Био је председник Владе Републике Српске у периоду од 17. јануара 2003. до 17. фебруара 2005. године. Десет година је до јуна 2009. године био члан Партије демократског прогреса, а након тога је постао независни посланик у Народној скупштини Републике Српске. Председник је Управног одбора Савеза рачуновођа и ревизора Републике Српске. Ожењен је супругом Војком, има синове Дејана и Јовицу и живи у Бањој Луци.